# User-Mode Linux
L'User Mode Linux (UML) és un programa creat per Jeff Dike que instal·lat en un host Linux, permet crear i administrar màquines Linux guest com un procés més del sistema. Aquesta característica, permet utilitzar diverses màquines Linux en una sola, assolint alts nivells de seguretat i protecció, i sense que la configuració i administració de la màquina host es vegi modificada o alterada.

## Funcionament

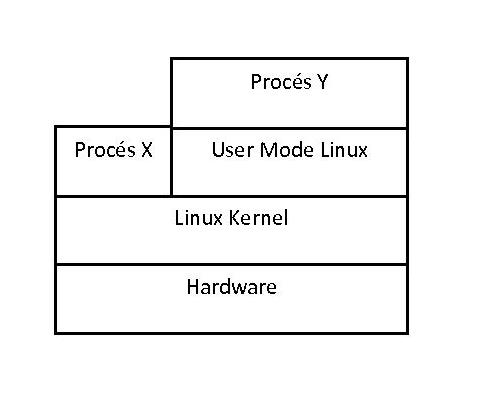
Esquema de funcionament

Cada màquina Linux, sigui física o virtual, es compon d'un kernel (o nucli) i un filesystem (o sistema de fitxers).

Per a funcionar, l'UML ha d'estar instal·lat en una màquina Linux, que s'anomena màquina host. Per les màquines guest, o sigui, les màquines virtuals, es necessita un kernel i un filesystem que són arxius binaris. En una simulació amb diversos guest, cadascun té el seu propi sistema de fitxers, i cada màquina virtual és un procés en la màquina host.

## Usos
La capacitat de generar màquines virtuals sense modificar a la màquina host, fan de l'UML una eina útil en les següents aplicacions:
- Prova de xarxes de computadors.
- Prova de modificacions de Kernels Linux.
- Prova d'aplicacions.
- Hosting: Diversos servidors virtuals en un sol servidor físic.
- Educació: seguretat i protecció de la màquina host en l'ús de màquines guest: modificacions fatals per les màquines guest no suposa cap error per la màquina host.
- Proves de seguretat.